# Turdus tephronotus
Turdus tephronotus е вид птица от семейство Turdidae.

## Разпространение
Видът е разпространен в Етиопия, Кения, Сомалия и Танзания.